# Oberwachtmeister Borck
Oberwachtmeister Borck ist ein deutscher Kinofilm aus dem Jahre 1955 von Gerhard Lamprecht, der hiermit seine letzte Inszenierung mit Spielhandlung vorlegte. Die Hauptrollen übernahmen Gerhard Riedmann, Annemarie Düringer und Ingrid Andree. Bei diesem Remake des gut 20 Jahre zuvor entstandenen Carl-Froelich-Klassikers Oberwachtmeister Schwenke handelt es sich um die filmische Adaption des gleichnamigen Romans (1933) von Hans Joachim von Reitzenstein.

## Handlung
Anders als der Film Oberwachtmeister Schwenke spielt diese in den frühen Nachkriegsjahren angelegte Geschichte nicht in Berlin, sondern in Hamburg. Schwenke heißt hier Borck und ist wie im Original ein korrekter, von seinem Vorgesetzten geschätzter und bei der Nachbarschaft beliebter, junger Streifenpolizist, der stets ein waches Auge und ein offenes Ohr für die Nöte der einfachen Bürger hat. Vor allem die Damenwelt himmelt ihn an, darunter die dralle Kneipenwirtin Fanny Himmelreich und die noch sehr junge und hübsche Käthe Sperling. Eines Tages gerät Oberwachtmeister Borck in den Ruch, bestechlich geworden zu sein. Der Vorwurf lautet: Begünstigung im Amt. Erna Lucht, die ein Auskommen als Dienstmädchen bei dem Großhändler Willy Staade gefunden hat, hat sich nicht nur in Borck verguckt, sondern überdies reichlich Ärger am Hals. Sie ist fremd in Hamburg und wird von einer miesen Type, einem gewissen Karl Franzek, den sie noch aus ihrer alten Heimat her kennt, massiv unter Druck gesetzt.
Franzek weiß nämlich, dass Ernas Chef Staade in dunkle Geschäfte verwickelt ist, in die auch Karls eigener Boss, der bullige Spediteur Süßkind, involviert ist. Um mit seiner Erpressung Erfolg zu haben, zieht er die kreuzbrave Erna in seine Machenschaften hinein. In ihrer Not wendet sie sich an Borck, der sie zum Polizeiball einlädt. Bei dieser Gelegenheit wird beiden klar, dass sie sich lieben. Um seinen Plan durchzuziehen, schickt Franzek belastende Beweismittel an die Polizei und sorgt dafür, dass Borck vom Dienst suspendiert wird. Nun muss dieser auf eigene Faust ermitteln, um Erna zu helfen und dem Schurken das Handwerk zu legen. Da Erna sich standhaft weigert, Franzek zu helfen, bringt dieser sie schlussendlich um und deponiert die Leiche im Hamburger Hafen. Augenblicklich gerät der suspendierte Borck in den Verdacht, Ernas Mörder zu sein. Er geht nun aufs Ganze und kann sich schließlich vor Gericht rehabilitieren. Der Schurke Franzek wird als Schuldiger entlarvt. Oberwachtmeister Borck darf in seinen Beruf und sein Revier zurückkehren.

## Produktionsnotizen
Die Dreharbeiten begannen am 6. Mai 1955 und endeten am 24. Juni desselben Jahres. Gedreht wurde im Atelier der CCC-Film in Berlin-Spandau sowie in Hamburg (Außenaufnahmen). Die Uraufführung fand am 4. August 1955 in Frankfurt am Main statt, Berliner Premiere war am 19. August desselben Jahres.
Produzent F. W. Gaik übernahm auch die Herstellungsleitung, Friedrich Kienzl wirkte als Produktionsleiter. Willi A. Herrmann und Heinrich Weidemann gestalteten die Filmbauten. Eduard Kessel sorgte für den Ton, die Kostüme entwarf Ursula Stutz. Arthur Grimm war einer von mehreren Standfotografen.
Die beiden altgedienten Stummfilmveteranen Margarethe Schön und Manny Ziener, beide bereits seit den 1910er Jahren filmaktiv, standen hier (mit sehr kleinen Rollen) letztmals vor der Kamera.

## Wissenswertes
1955 war das Jahr der zahlreichen Remakes deutschsprachiger Leinwandklassiker: Es gab neben Oberwachtmeister Borck auch Neuverfilmungen von Der Kongreß tanzt, Die Drei von der Tankstelle, Drei Tage Mittelarrest, Rosenmontag, Stern von Rio, Reifende Jugend, Krach um Jolanthe (als Das fröhliche Dorf), Königswalzer, Urlaub auf Ehrenwort, Ball im Savoy, Der Postmeister (als Dunja) und Krambambuli (als Heimatland).

## Kritiken
Der Spiegel urteilte: „In der Wiederverfilmung des „Oberwachtmeisters Schwenke“ … ist unter der Regie von Gerhard Lamprecht die Kriminal-Logik etwas weniger solide ausgefallen als die Milieuschilderung und die Darstellung. Gerhard Riedmann hält sich achtbar als geprüfter Borck und Annemarie Düringer stellt ein bedrücktes und verschrecktes Mädchen überzeugend dar.“
Bei Filmdienst heißt es: „Schlicht und betulich inszeniertes Kino im Stil der 50er Jahre.“